# Ormtjärnen (Rämmens socken, Värmland)
Ormtjärnen är en sjö i Filipstads kommun i Värmland och ingår i Göta älvs huvudavrinningsområde.